# Austropyrgus bungoniensis
Austropyrgus bungoniensis е вид коремоного от семейство Hydrobiidae.

## Разпространение
Видът е разпространен в Австралия (Нов Южен Уелс).